# 서천경찰서
서천경찰서(舒川警察署, Seocheon Police Station)는 충청남도경찰청이 관할하는 경찰서 중 하나이다. 충청남도 서천군 일대를 관할한다. 충청남도 서천군 장항읍 신창동로 15에 위치하고 있다.
서장은 총경으로 보한다.

## 기본 정보
- 주소: 충청남도 서천군 장항읍 신창동로 15
- 우편번호: 325-903

## 관할 파출소 및 지구대
| 명칭       | 사진 | 주소                  | 관할구역               | 치안센터                               |
| ---------- | ---- | --------------------- | ---------------------- | -------------------------------------- |
| 서림지구대 |      | 서천읍 서천로 69      | 서천읍, 시초면, 기산면 | 기산치안센터 시초치안센터 길산치안센터 |
| 금강지구대 |      | 장항읍 장항로 134     | 장항읍                 |                                        |
| 비인파출소 |      | 비인면 비인로 193     | 비인면, 종천면         | 종천치안센터                           |
| 판교파출소 |      | 판교면 대백제로 1908  | 판교면, 문산면         | 문산치안센터                           |
| 한산파출소 |      | 한산면 한마로61길 3-4 | 한산면, 마산면         | 마산치안센터                           |
| 서면파출소 |      | 서면 서인로 541       | 서면                   |                                        |
| 마서파출소 |      | 마서면 장서로 691     | 마서면, 화양면         | 화양치안센터                           |